# 미즈노 렌타로
미즈노 렌타로(일본어: 水野 錬太郎, 1868년 2월 3일 ~ 1949년 11월 25일)는 일본의 내무관료이자 정치인, 내무대신, 조선총독부 정무총감, 문부대신, 귀족원의원으로 요직을 역임한 사람이다.

## 개요

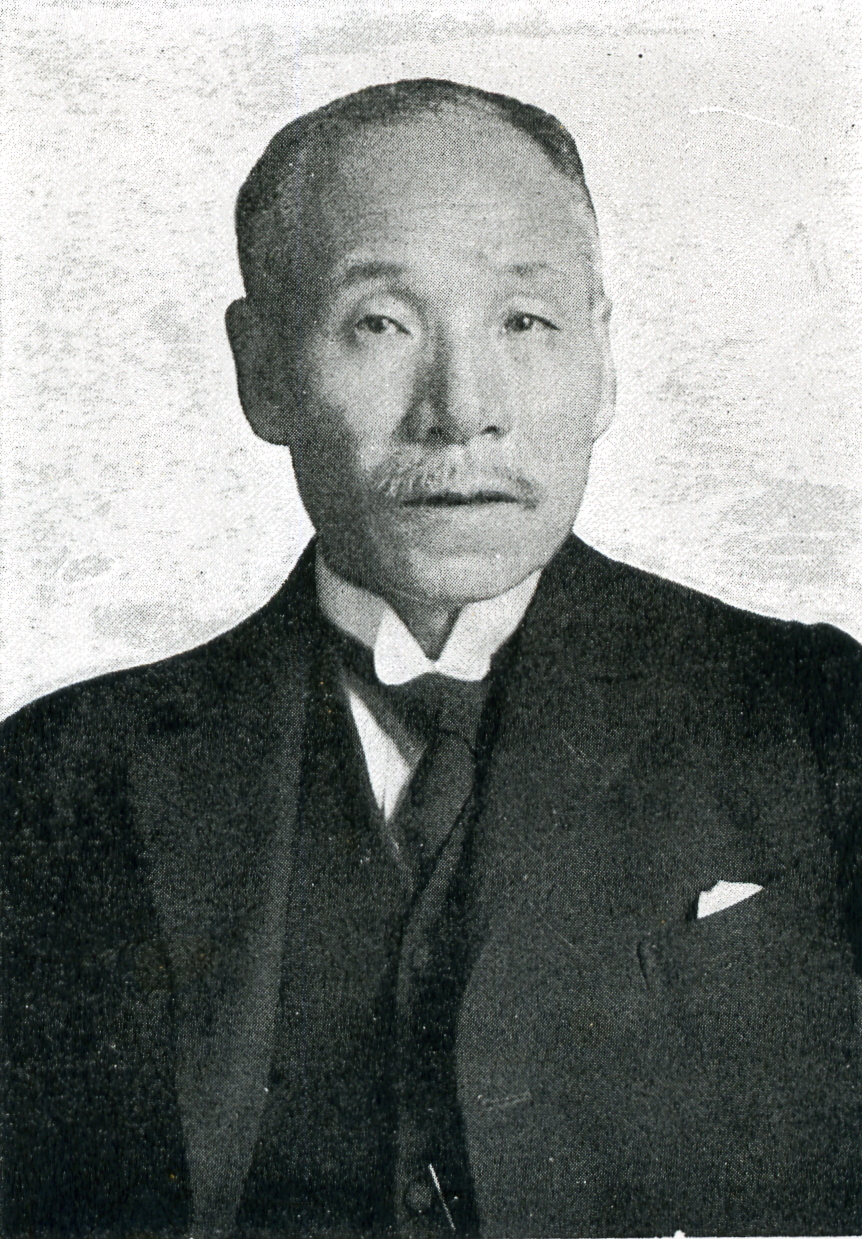
미즈노 렌타로（1932년）

아키타 번의 번사 집안에서 태어났다. 아키타 중학교(현재 아키타 현립 아키타 고등학교), 제일고등중학교를 거쳐 도쿄제국대학(현 도쿄 대학) 법학부를 졸업하고 내무성에 들어갔다. 1895년 명성황후시해사건에 가담하였다.
1919년, 신임 정무총감으로 사이토 마코토 총독과 함께 조선에 들어왔는데, 남대문역에서 한국의 독립운동가 강우규가 이들에게 폭탄을 던졌으나 미즈노는 다치는 데에서 그쳤다. 일본에서는 저작권법을 제정할 때 저작권 보호를 추진한 인물로 유명한 반면, 한국에는 간토 대지진 당시 내무대신으로 조선인들에 대한 국민들의 악감정을 조장해 학살 사건을 일으킨 장본인으로 유명하다.